# Bolesław Januszowic
Bolesław Januszowic (poln. Bolesław Januszowic; * vor 1386; † vor 1425) war ein Prinz in Masowien. Er entstammte dem Adelsgeschlecht der masowischen Piasten.

## Leben
Bolesław Januszowic war der mittlere Sohn von Herzog Janusz dem Älteren († 1429) und der litauischen Prinzessin Danuta Anna. 1409 nahm er an einem Feldzug seines Vaters gegen den Deutschen Orden teil, bei dem er Soldau eroberte. 1411 war er bei der Unterzeichnung des Friedens von Thorn auf masowischer Seite dabei. 1412 war er in Krakau und nahm an einem Ausgleich zwischen Władysław II. Jagiełło und Kaiser Sigismund in Lublau teil. 1414 beteiligte er sich erneut an einem Feldzug gegen den Deutschen Orden. Ab 1422 nahm er nach dem Tod seines älteren Bruders Janusz Młodszy Regierungsgeschäfte in Czersk war. Bolesław Januszowic verstarb vor seinem Vater ohne sein Erbe in Masowien angetreten zu haben.

## Ehe und Familie
Bolesław war mit Anna Fiodorówna, der Tochter des litauischen Fürsten Fiodoras Algirdaitis, verheiratet. Mit ihr hatte er zwei Söhne, Konrad Bolesławowic und Bolesław IV. Letzterer trat nach dem Tod seines Vaters sein Erbe an. Zudem hatten sie die Tochter Euphemia II. von Masowien, die den litauischen Fürsten Michael Žygimantaitis heiratete. Bolesław wurde in der Warschauer Johanneskathedrale neben seinem Vater beigesetzt.